# Carl Herbert Zikesch

Carl Herbert Zikesch als Corpsstudent 1919

Carl Herbert Zikesch (* 27. März 1897 in Elsterwerda; † 13. Januar 1979 in Rosenheim) war ein deutscher Ingenieur, Unternehmer und Fabrikant für Hochdruckarmaturen.

## Leben
Carl Herbert Zikesch nahm am Ersten Weltkrieg als Soldat teil, nachdem er zu dessen Beginn das Notabitur erlangt hatte. Bereits im Jahre 1916 wurde er zum Leutnant der Reserve befördert. Während des Krieges wurde er mit dem EK II ausgezeichnet. Direkt nach Kriegsende studierte er ab Januar 1919 an der TH Berlin-Charlottenburg Allgemeinen Maschinenbau. Bereits 1921 erlangte er den Abschluss als Diplom-Ingenieur mit Auszeichnung. Bis zum Ausbruch des Zweiten Weltkrieges, an dem er als Major der Reserve teilnahm, hatte er verschiedene Stellungen in der Druckkessel- und Armaturenbranche inne. Nach dem Krieg gründete er 1954 im Alter von 57 Jahren in Wesel ein Unternehmen zur Herstellung von Hochdruck- und Hochtemperaturenarmaturen zum Einsatz in konventionellen Kraftwerken und Kernkraftwerken sowie in der chemischen und petrochemischen Industrie, die C. H. Zikesch Armaturentechnik GmbH, die heute zur britischen IMI plc gehört. Mit seinen Unternehmergeist war Zikesch am industriellen Wiederaufbau Deutschlands nach dem Zweiten Weltkrieg beteiligt.
Carl Herbert Zikesch war ein Neffe des Architekten Robert Leibnitz. Er war wie sein Onkel Angehöriger des Corps Saxonia-Berlin, dem er bereits 1917 während eines Heimaturlaubs beitrat.

## Schriften
- Carl Herbert Zikesch:” Armaturen für Hochdruck-Kessel : Hilfsgesteuertes Sicherheitsventil mit kombiniertem magnetbestätigtem u. federbelastetem Steuerventil“, Essen 1963